# Flavoparmelia helmsii
Flavoparmelia helmsii är en lavart som först beskrevs av Kurok. & Filson, och fick sitt nu gällande namn av Hale. Flavoparmelia helmsii ingår i släktet Flavoparmelia och familjen Parmeliaceae.   Inga underarter finns listade i Catalogue of Life.